# Свята куртизанка
«Свята куртизанка» (фр. La Sainte Courtisane), або «Жінка осипана коштовностями» (англ. The Woman Covered with Jewels) — незакінчена п'єса ірландського письменника Оскара Вайлда 1894 року. Написана за мотивами роману Анатоля Франса «Таїс».

## Сюжет
Роберт Росс, коханець Оскара Вайлда та його видавець, так описав сюжет цієї п'єси:
|  | Наскільки я пригадую історію, Гонорій — ереміт, який закохується в куртизанку, яка навідалась до нього, аби спокусити. Пустельник відкриває їй таємницю Божої любові й вона одразу навертається до християнства, але згодом гине від рук грабіжників. Гонорій же повертається до Александрії, щоб вести життя, сповнене насолод.Оригінальний текст (англ.) Honorius the hermit, so far as I recollect the story, falls in love with the courtesan who has come to tempt him, and he reveals to her the secret of the Love of God. She immediately becomes a Christian, and is murdered by robbers; Honorius the hermit goes back to Alexandria to pursue a life of pleasure |

П'єса описує один із найулюбленіших парадоксів Вайлда — навернення когось до певної ідеї веде до того, що ти сам втрачаєш віру в неї. Також письменник зобразив цей парадокс у прозовому вірші «Учитель мудрості», який увійшов до збірки «Поезії у прозі».

## Персонажі
- Мірріна — багата спокусниця з Александрії, куртизанка;
- Гонорій — юний пустельник, що живе в печері, що знаходиться в долині Фіваїди;
- Перший та Другий чоловік — розповідають Мірріні про пустельника як про обранця Божого.

## Історія твору
На час судового процесу та ув'язнення за «сороміцьку непристойність», Оскар Вайлд довірив рукопис п'єси «Свята куртизанка» своїй подрузі Місіс Аді Леверсон, яка 1898 року відвідала Париж та успішно повернула манускрипт його авторові, який мусив покинути свою батьківщину. Невдовзі, однак, Вайлд забув рукопис свого твору в одному із кебів. 1908 року Роберт Росс завдяки збереженим чернеткам письменника таки видав фрагментарний варіант п'єси, але спроба відшукати оригінальний рукопис не мала успіху.

## Переклад українською
Український переклад п'єси «Свята куртизанка» вийшов 2012 року у форматі невеликої книжечки, яка супроводжувала театральний журнал «Коза» (випуск № 7). Переклад здійснила Міхаліцина Катерина.